# University wits

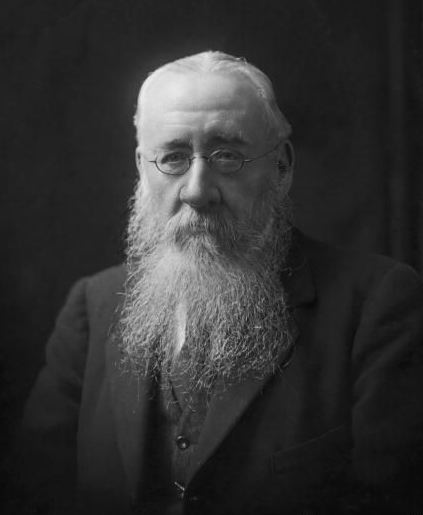
George Saintsbury, de bedenker van de term University wits

University wits is een groep toneelschrijvers aan het eind van de 16e eeuw die een grote bijdrage hebben geleverd aan de ontwikkeling van het Engels renaissancetheater ten tijde van Elizabeth I.
De naam van de groep komt voort uit het feit dat het ging om goed opgeleide mannen die hadden gestudeerd aan de universiteiten van Oxford en Cambridge. Hoewel er sprake is van een groep, werkten de schrijvers niet altijd samen, en waren zij het ook niet steeds met elkaar eens.
Zij voorzagen het traditionele toneel van nieuwe impulsen, door structuur aan te brengen, poëtisch taalgebruik toe te passen (vaak in de vorm van blanke verzen, waar voorheen vaak rijm werd gebruikt) en variatie in hun onderwerpen te brengen. Hoewel hun werk wordt overschaduwd door dat van William Shakespeare, worden zij beschouwd als de grondleggers van het moderne drama in Engeland.
De volgende schrijvers worden gerekend tot de University wits:
- John Lyly (1554-1606)
- Thomas Kyd (1558-1594)
- Thomas Lodge (ca. 1558-1625)
- Robert Greene (1560-1592)
- Christopher Marlowe (1564-1593)
- George Peele (1565-1596)
- Thomas Nashe (1567-1601)